# Humane wetenschappen
Het begrip humane wetenschappen (soms ook menswetenschappen) wordt in het Nederlands (vooral in Vlaanderen) meestal gebruikt om die wetenschappen te benoemen die niet tot de exacte wetenschappen behoren. De term dekt echter niet steeds dezelfde lading.
Aan de basis van de menswetenschap ligt de relatie tussen verschillende humanistische onderzoeksmethoden binnen vakgebieden zoals geschiedenis, sociologie, folkloristiek, antropologie en economie, en vooruitgang in zaken als genetica, evolutionaire biologie en de sociale wetenschappen met het oog op het begrijpen van ons leven in een snel veranderende wereld. Moderne benaderingen in de menswetenschappen integreren een begrip van de menselijke structuur, functie en aanpassing met een bredere verkenning van wat het betekent om mens te zijn.
De term "humane wetenschappen" wordt ook gebruikt om niet alleen de inhoud van een vakgebied te onderscheiden van die van de natuurwetenschappen, maar ook de methodologie ervan. Het gebruik van een empirische methodologie die psychologische ervaring omvat, staat in contrast met de puur positivistische benadering die typisch is voor de natuurwetenschappen, die alle methoden uitsluiten die niet uitsluitend op zintuiglijke waarnemingen zijn gebaseerd. 

## Universiteiten
Sommige universiteiten bijvoorbeeld,
delen hun faculteiten in "groepen" in:
- positieve of exacte wetenschappen (fysica, scheikunde, ingenieurswetenschappen enz.)
- humane wetenschappen (filosofie, sociologie, psychologie, economie, rechten, criminologie enz.)
- (bio)medische wetenschappen (arts, logopedie, pharmacie, kinesitherapie enz.)

## Secundair onderwijs
In België is humane wetenschappen de naam van een studierichting binnen het algemeen secundair onderwijs (aso). De richtingsspecifieke vakken zijn cultuurwetenschappen en gedragswetenschappen. Het is een richting die gegroeid is uit de vroegere lagere normaalschool en die nog steeds een goede voorbereiding vormt op het hoger onderwijs, vooral in de sociale wetenschappen, gedragswetenschappen en aanverwante bachelors.